# لویس ای. میرامونتس
لویس ای. میرامونتس (انگلیسی: Luis E. Miramontes؛ زاده ۱۶ مارس ۱۹۲۵ درگذشته ۱۳ سپتامبر ۲۰۰۴) یک دانشمند اهل مکزیک بود.